# Teymour Tehrani
Teymour Tehrani (* 13. August 1978 in Stuttgart) ist ein deutscher Filmproduzent und Filmregisseur.

## Leben und Karriere
Teymour Tehrani wurde als Kind deutsch-iranischer Eltern in Stuttgart geboren.
Nach dem Abitur an der freien Waldorfschule am Kräherwald 1998, sammelte er erste Erfahrungen an Filmsets.
In den folgenden Jahren nahm Teymour Tehrani an Fortbildungen an der New York Film Academy in New York und der Interspherial Drehbuchschule in Stuttgart teil. Von 2002 bis 2005 studierte er in den Fachbereichen Film & TV Studies und Business Management an der University of Derby, Großbritannien. Dabei bekleidete er von 2002 bis 2003 das Amt des Präsidenten der „International Students Society“, die unter seiner Leitung „Society of the Year“ wurde. In den Jahren 2003 und 2004 wurde Teymour Tehrani von der hiesigen Students Union (UDSU) ausgezeichnet. Teymour Tehrani bestand die Aufnahmeprüfung an die Leeds Backett University / Northern Film School in Großbritannien und studierte dort von 2005 bis 2007 im Fachbereich Film and Moving Image Production Film Directing. Seine Regiearbeiten The Amulet und Kimberley & Co. liefen auf internationalen Filmfestivals. 2006 verbrachte Teymour Tehrani ein Auslandssemester an der FAMU in Prag und schloss das Szenische Regiestudium mit Auszeichnung ab.
Nach seinem Studium arbeitete Teymour Tehrani u. a. als Regisseur für ITV Yorkshire und als externer Produzent für die Filmakademie Baden-Württemberg. Seine szenischen Produktionen Am Anderen Ende, Schwarz, Lichtjahre und Fingerspiel waren national und international erfolgreich und wurden zahlreich ausgezeichnet. 2010 schaffte Teymour Tehrani die Aufnahme in den ersten Jahrgang des Studiengangs Werbefilm-Producing an der Filmakademie Baden-Württemberg, das er 2013 als Jahrgangsbester abschloss.
Teymour Tehrani war 2012 Stipendiat des Hollywood Workshops der Filmakademie Baden-Württemberg in Zusammenarbeit mit der VGF. Ab 2013 arbeitete er für Filmproduktionsfirmen u. a. für die deutschen Rattling Stick-Partner FoxDevil Film als Head of Digital Content. In dieser Zeit war Teymour Tehrani an TVC Produktionen beteiligt – wie dem Olympia-Spot von P&G „Mom“, von Lidl „Käse“ und für Mr. Spex. Als Freelance Producer arbeitete Teymour Tehrani mehrfach für Mercedes-Benz und Facebook (USA). 2016 gründete er seine eigene Filmproduktionsfirma AT-Vertise GmbH in Berlin, die sich auf Digital Content Produktionen spezialisiert.
Teymour Tehrani war als Gastdozent an Filmschulen im Bereich Produktion und Regie – u. a. an der Filmakademie Baden-Württemberg – tätig. 2014 war er Teil der Filmjury beim Indischen Filmfestival Stuttgart.

## Filmografie (Spielfilm)
- 2013: Fingerspiel
- 2012: Meine Beschneidung
- 2010: Zaid & Herr Morgenstern
- 2010: Lichtjahre
- 2009: Schwarz
- 2009: Am anderen Ende

## Filmografie (Werbefilm)
- 2018: Studio Original für Studio Original
- 2017: Organic Onigiri für Rice UP
- 2016: Parkrempler für Mercedes-Benz
- 2015: Holz Connection für Facebook for Business
- 2015: Thank you Mom (Rio Olympics 2016) für P&G Campaign AD
- 2015: Prozess für Mr Spex
- 2015: Edeka Käse für Edeka
- 2013: The BossHoss/Mercedes-Benz Atego – Eager Beaver (Musikvideo)
- 2013: Das Ende der Dekadenz, Mitsubishi I-Miev (Spec)
- 2012: Put's the fun back in driving, Chevrolet (Spec)
- 2012: The Party & EVN: The Button, EVN (Spec)
- 2012: New Public Transport, Feyue (Spec)

## Auszeichnungen
- 2013: Filmfestival Max Ophüls Preis Audience Award für Meine Beschneidung
- 2013: Hessischer Filmpreis Best Short Film für Meine Beschneidung
- 2013: 19. Filmschau Baden-Württemberg Best Short Film für Meine Beschneidung
- 2013: Konstanzer Kurzfilmspiele Lobende Erwähnung für Meine Beschneidung
- 2013: 10. Internationales Fußballfilmfestival 2013 Audience Award für Meine Beschneidung
- 2013: Ivy Film Festival Best International Film Award für Lichtjahre
- 2012: Kyoto International Student Film Festival Student Committee Prize für Lichtjahre
- 2012: Palm Springs International ShortFest Best Live Action Runner-UP für Lichtjahre
- 2012: Studio Hamburg Nachwuchspreis Best Short Film für Lichtjahre
- 2012: Caligari-Preis der Stadt Ludwigsburg für Pipo
- 2009: First Steps Award Best Short für Am anderen Ende